# Centro de Ensino Integrado de Petrópolis
O CENIP (Centro de Ensino Integrado de Petrópolis) é o resultado da fusão de três colégios, o "Grupo Escolar D. Pedro II"; o "Colégio Estadual Washington Luís" e o "Instituto de Educação Presidente Kennedy”, localizados em Petrópolis-RJ, construído no início do século XX em terreno cedido pela Princesa Isabel, foi um dos mais importantes colégios do Estado do Rio de Janeiro e local onde nasceu a Banda Marcial Wolnei Aguiar.
O "Grupo Escolar D. Pedro II" era uma escola modelo no Estado do Rio de Janeiro para o ensino "Primário", isto é, da 1ª à 5ª séries do fundamental de hoje, sendo que, nos anos 50, possuía, ainda, algo parecido com o que, depois, se denominou “Jardim de Infância”.
O "Colégio Estadual Washington Luís" era uma escola modelo no Estado do Rio de Janeiro para o ensino “Secundário” ou o “Ginásio” e o “Científico”, isto é, da 5ª à 8ª séries do fundamental e da 1ª à 3ª séries do secundário de hoje, sendo que, nos anos 50, esse Colégio possuía mais uma série que precedia o ingresso no secundário que era a conhecida por "Admissão".
Após a 4ª série no "Grupo Escolar D. Pedro II" fazia-se a 5ª série na mesma escola ou o “Admissão” no "Colégio Estadual Washington Luís" para que se pudesse submeter a uma espécie de vestibular para estudar no Ginásio modelo.
Na época o Grupo, como era conhecido o "Grupo Escolar D. Pedro II" dividia o seu prédio com o "Colégio Estadual Washington Luís", conhecido por “Estadual”.
O Instituto de Educação Presidente Kennedy” era uma escola destinada à formação de professores para o nível primário de educação por meio do curso “Normal”, de nível médio, inicialmente localizada no Bingen, um bairro de Petrópolis, junto ao SENAI.
Posteriormente, com a construção de um prédio nos fundos prédio do Grupo e do Estadual, onde deveria se localizar uma área desportiva, nunca devidamente organizada como tal, embora lá existissem até alguns "pórticos, barras e aparelhos" idênticos aos encontrados em quartéis militares, para lá foi transferido o "Instituto de Educação Presidente Kennedy”, antes da fusão dos três colégios que vieram a formar o CENIP e congestionando a área doada pela Princesa Isabel para a construção de um colégio com o nome do Imperador D. Pedro II. Aliás, esta foi a razão do nome CENIP ter sido substituído com a retomada da denominação original, em respeito à finalidade do gesto de carinho para com a cidade da Família Imperial Brasileira.
O “Grupo Escolar D. Pedro II” foi fundado no ano de 1911, funcionando inicialmente no Quarteirão Renânia, outro bairro de Petrópolis, numa casa da Rua 14 de Julho, hoje Washington Luiz, em instalações bastante precárias, fato que levou sua primeira diretora, a Profª. Angélica Lopes de Castro a reivindicar uma nova sede para o Grupo, por ocasião da visita do governador.
Este escreveu uma carta à Princesa Isabel, solicitando a doação de um terreno à Av. 15 de Novembro com a finalidade de ali construir um prédio para o Grupo Escolar. A ocasião não podia ser mais favorável, pois o Presidente Epitácio Pessoa revogara a lei de banimento da Família Imperial e tratava-se da transladação dos restos mortais dos Imperadores D. Pedro II e Dª. Teresa Cristina para o Brasil e iniciavam-se os preparativos para co-memorar o centenário de nossa Independência.
Em 1920, a Fazenda Imperial, denominação da administradora dos bens da Família Imperial em Petrópolis, resolveu lotear toda uma extensa área pertencente ao Palácio Imperial e abrir a Rua D. Pedro I, lembrando-se a Princesa Isabel de fazer a referida doação, exigindo, porém, que o nome do Imperador D. Pedro II seria dado para sempre ao estabelecimento de ensino que ali fosse edificado.
A 7 de setembro de 1920, foi lançada a pedra fundamental do novo edifício, em solenidade que contou com a presença de Raul de Morais Veiga, então Presidente do Estado, de Oscar Weinschenck, Prefeito Municipal e outras autoridades estaduais e municipais. Na mesma data o presidente do Estado enviou à Princesa Isabel o seguinte telegrama:
"A S.A. a Senhora Condessa d'Eu - Chateau d'Eu - Seine Superieur - France.
Comemorando a data de hoje, que o Brasil inteiro festeja, o governo do Estado a que tenho a honra de presidir, lança em Petrópolis, no prazo de terra doado pela generosa outorga de Vossa Alteza para a construção de um grupo escolar, a pedra fundamental deste instituto, a que ficará ligado o nome imperecível de Pedro Segundo. Registrando o nobre gesto com que a excelsa doadora contribuiu para a difusão do ensino pela infância do nosso país, apresento a V.A., em nome do povo fluminense e do seu governo, os protestos da mais alevantada e respeitosa estima. Raul Veiga, presidente do Estado do Rio de Janeiro, 7 de setembro de 1920".
O edifício do Grupo Escolar D. Pedro II foi construído conforme projeto do Arquiteto Heitor de Mello, em terras do ex-Palácio Imperial de Petrópolis, com cinquenta m de frente e 160 m de fundos. A construção do edifício foi contratada em concorrência pública, por 698:000$000 (seiscentos e noventa e oito mil réis), e realizada pelo Engenheiro Eduardo de Vasconcellos Pederneiras, sob a fiscalização da Diretoria Geral de Obras Públicas. Chama atenção que suas linhas arquitetônicas fogem ao tipo comum desses edifícios, para apresentar um tipo completamente novo. O ato inaugural do edifício realizou-se a 26 de novembro de 1922, constando de uma sessão solene no salão nobre.
Atualmente está para receber obras de revitalização na sua fachada onde, segundo o projeto da Prefeitura de Petrópolis, será reconstruído o jardim da parte da frente do prédio histórico e colocadas novamente grades no lugar dos muros atuais.